# Cyprolais hornimani
Cyprolais hornimani är en skalbaggsart som beskrevs av Bates 1877. Cyprolais hornimani ingår i släktet Cyprolais och familjen Cetoniidae.

## Underarter
Arten delas in i följande underarter:
- C. h. rougeoti
- C. h. reducta
- C. h. ruficeps
- C. h. quadripunctata
- C. h. elgonensis
- C. h. collinsi
- C. h. lerui
- C. h. nathaliae